# 大野哲也
大野 哲也（おおの てつや、1969年8月16日 - ）は、日本の漫画家、ゲームクリエイター。男性。埼玉県出身。アダルトゲームブランドぱじゃまソフトの代表を務めていた。2025年に港香とともに退職している。

## 略歴
短大在学中、後にぱじゃまソフトの広報となる港香と出会い、彼と組んで同人誌活動を開始する。
その後松文館の成人向け漫画雑誌「ハーフリータ」で漫画家としてデビュー、短大卒業後は亜細亜堂に入社し漫画家とアニメーターを兼業していたが半年で亜細亜堂を退社、やがて漫画家としての活動も商業誌から一時遠ざかり、10年近く同人誌専門の作家として活動していた。
1998年にめい・kingの原画をきっかけに商業活動に復帰、2000年に自らが代表となりぱじゃまソフトを設立。

## 主な作品

### 漫画
- 正しい根アカデート（松文館 別冊エースファイブコミックス 1989年）
- あぶない美術部ですぅー （松文館 別冊エースファイブコミックス 1990年）
- ほんわか美術部ですぅー （松文館 別冊エースファイブコミックス 1991年）
- 月の天使達（虹の旅出版 1995年）
- 天使になるもんっ!（角川書店刊、角川エースネクスト連載、全2巻）

### ゲーム
- めい・king（にくきゅう、原画他）

以下、開発販売はぱじゃまソフト
- プリズム・ハート（原画他）
- パンドラの夢（原画他）
- ぱにっく！けろけろ王国（メイン原画他）
- Please! teach my Angel（原画他）
- プリいも（原画他）
- プリズム・アーク 〜プリズム・ハート エピソード2〜（原画他）
- プリズム☆ま〜じカル 〜 PRISM Generations! 〜（原画他）
- 夏の終わりのニルヴァーナ（原画他）
- プリズム・プリンセス 〜ふたりの姫騎士と股間の紋章〜（原画他）

### 画集
- 「Pia Pia Po」2002年角川書店刊
- 「大野哲也自選画集 PRISM」2010年エンターブレイン刊